# Pedro Ferrándiz
Pedro Ferrándiz González (Alicante, 20 novembre 1928 – Alicante, 7 luglio 2022) è stato un allenatore di pallacanestro spagnolo, membro del Naismith Memorial Basketball Hall of Fame dal 2007.

## Palmarès

### Competizioni nazionali
- Campionato spagnolo: 12

Real Madrid: 1959-60, 1960-61, 1961-62, 1964-65, 1967-68, 1968-69, 1969-70, 1970-71, 1971-72, 1972-73, 1973-74, 1974-75
- Copa del Rey: 11

Real Madrid: 1960, 1961, 1962, 1965, 1967, 1970, 1971, 1972, 1973, 1974, 1975

### Competizioni internazionali
- Coppa dei Campioni: 4

Real Madrid: 1964-65, 1966-67, 1967-68, 1973-74
- Coppa Latina: 1

1966-1967